# نبيبات ناقلة للمني
تقع النبيبات الناقلة للمني (بالإنجليزية: Seminiferous tubule)‏ داخل الخصيتين، وتُعتبر هذه النبيبات هي الموقع المحدد للانقسام الاختزالي، وما ينتج عنه من تكوين الأمشاج المذكرة، المعروفة باسم سبيرماتوزون.
تتكون ظهارة النبيب من نوع من الخلايا المعلقة معروفة باسم خلايا سيرتولي، وهي خلايا طولية عموديّة تبطن النبيب.
تقع الخلايا المكونة للحيوانات المنوية بين خلايا سيرتولي، وتتمايز من خلال الانقسام الاختزالي إلى الخلايا المنوية. تعمل خلايا سيرتولي على تغذية الخلايا المنوية النامية، كما تفرز عامل تحديد الخصية، وهو بروتين رابط يزيد من تركيز هرمون التستوستيرون داخل الأنابيب المنوية، كما أنها من الناحية الجنينية تفرز هرمون مضاد المولري اللازمة لإجبار القناة المولرية على التراجع.
هناك نوعان من النبيبات الناقلة للمني: الملتوية نحو الجانب الوحشي، والمستقيمة عن مخرج الخصية.

## الوظيفة
يُمثل تكون الحيوانات المنوية عملية إنتاج الحيوانات المنوية التي تحدث في النبيبات الناقلة للمني. وخلال عملية تكوين الحيوانات المنوية فإن الحمض النووي للخلايا المنوية يخضع لأضرار من مصادر مثل أنواع الأكسجين التفاعلية. تمت حماية سلامة المشيج للخلايا المنوية من خلال عمليات ترميم الحمض النووي. وقد تؤدي أوجه القصور في الإنزيمات المستخدمة في عمليات الإصلاح هذه إلى العقم.